# 産経広告社
株式会社産経広告社（さんけいこうこくしゃ、英: SANKEI Advertising Inc.）は、東京都千代田区に本社を置く広告代理店。フジサンケイグループの企業で、産経新聞社傘下。マスメディア4媒体（新聞・雑誌・テレビ・ラジオ）とデジタルメディア、SP広告の企画と制作を行う。そのほか、公共施設や学校向けに「産経写真ニュース」「産経 子どもニュース『育て!子どもたち』」の制作や、コンクールの運営（「学校自慢エコ大賞」等）も行っている。

## 沿革
- 1945年、産経新聞の専属広告代理店「サンケイ社」として発足（新宿区早稲田鶴巻町）
- 1955年、株式会社化し、名称を「株式会社サンケイ社」に変更
- 1957年、社名を「株式会社産経広告社」に変更
- 1975年、千代田区神田に新社屋を建設
- 1998年、千代田区西神田に千代田区神田錦町に移転
- 2005年、「サンケイメディアサービス」「サンケイ写真ニュースセンター」と合併
- 2011年、千代田区神田錦町より本社を移転（現在地）

### サンケイメディアサービス
- 1972年、住宅展示場の運営などを行う「株式会社サンケイハウジングサービス」として発足
- 1988年、名称を「株式会社サンケイメディアサービス」に変更
- 2000年、「マイタウンマップ・コンクール」（1994年創設）の運営を引き継ぐ

### サンケイ写真ニュースセンター
- 1971年、「産業経済新聞社年鑑局（サンケイ新聞年鑑局）」から分離独立。「産経写真ニュース」発行を引き継ぐ
- 1979年、小学・中学生向けの副教材として「サンケイカラー百科」を発行
- 1988年、システム開発部が独立して「サンケイシステム開発」発足
- 2005年、「サンケイカラー百科」を「育て!子どもたち」に改題

## 事業所
事業所
- 東京本社
  - 営業部
  - コンテンツプロデュース部
  - 開発部
  - デジタル推進部
  - 編集部
  - 媒体部
  - 写真ニュース事業本部
  - 管理部
- 大阪営業部
- 東北支局
- 中部支局